# Рядовий Олександр Матросов
«Рядовий Олександр Матросов» (рос. Рядовой Александр Матросов) — радянський художній героїко-патріотичний воєнний фільм режисера Леоніда Лукова знятий в 1947 році за сценарієм Георгія Мдівані на кіностудії «Союздитфільм» (перемонтований на Кіностудії ім. М. Горького).

## Сюжет
Фільм розповідає про коротке, але славне життя рядового 254-го гвардійського стрілецького полку Олександра Матросова. Дотримуючись патріотичного пориву, він добровольцем пішов на фронт, був поранений в першому бою. Після одужання продовжив службу. Був призначений виконуючим обов'язки командира відділення і у відповідальний момент бою закрив своїм тілом амбразуру ворожого дзоту, даючи можливість своїм товаришам атакувати укріплені позиції ворога. За свій подвиг Олександр Матросов був удостоєний звання Героя Радянського Союзу посмертно. Ім'я Матросова було присвоєно його полку, а сам він навічно зарахований до списків 1-ї роти цієї частини.

## У ролях
- Анатолій Ігнатьєв — Олександр Матросов
- Петро Константинов — Іван Костянтинович Чумаков
- Костянтин Сорокін — Міша Скворцов
- Шамсі Кіямов — Хадин Абдурахманов
- Лаврентій Масоха — Вася Петров
- Володимир Балашов — Костя Ільїн
- Олег Жаков — капітан Щербина
- Михайло Кузнєцов — капітан Колосов
- Анатолій Нелідов — Микола Гаврилович
- Фаїна Раневська —  військовий лікар
- Ксенія Денисова — тітка Паша
- Людмила Єршова — Маша Замкова
- Олексій Дикий — Сталін (роль вирізана у 1963 році)
- Костянтин Тиртов — товариш Матросова (немає в титрах)
- Олексій Алексєєв — солдат
- Петро Любешкін — солдат
- Іван Рижов — Федорчук, солдат
- Геннадій Сергєєв — співаючий солдат
- Володимир Уральський — солдат
- Семен Свашенко — парторг
- Георгій Юматов — солдат
- Віталій Доронін — епізод
- Михайло Воробйов — епізод

- У зйомках фільму брав участь полк імені Олександра Матросова

## Знімальна група
- Автор сценарію: Георгій Мдівані
- Режисер-постановник: Леонід Луков
- Оператор-постановник: Олександр Гінзбург
- Композитор: Давид Блок
- Художник-постановник: Петро Галаджій
- Вірші: Євген Долматовський